# 海獸獵人
《海獸獵人》（英語：The Sea Beast）是一部2022年美國動畫奇幻冒險片，由克里斯·威廉斯執導，威廉斯和奈爾·班傑明共同編劇，主要配音員包括卡爾·厄本、薩里斯-安奇·哈托、傑瑞德·哈里斯、瑪麗安·吉恩-巴普迪斯特、丹·史蒂文斯和凱茜·伯克。本作是一部描述一群海獸獵人和年少孤女一起冒險的故事。
《海獸獵人》於2022年6月24日在美國限定戲院公開上映，並於7月8日上線Netflix，並獲得影評人們的好評。電影入圍第95屆奧斯卡金像獎最佳動畫片決選名單，並且在第50屆安妮獎和《鞋貓劍客2》同樣獲得六項提名（未獲獎）。

## 故事大綱
數百年來，海怪對於人類造成許多的大混亂。為此出現了一群搭船穿越海洋狩獵這群海怪的「海獸獵人」。在這些海怪獵人之中，又以稱作スリー・ブリッジズ的大國皇室會大力給予財政上的支持。
海獸獵人之一的克羅船長率領「銀艾沃特伯號」的船員們追擊皇室想要討伐的海獸「紅焰魔」。但由於一直無法成功，讓國王和王妃想要中斷對於獵人們的支持。於是銀艾沃特伯號的船員之一，克羅船長的得力助手並視其為接班人的雅各則是當場提出只要他們成功擊殺紅焰魔的話，皇室就要繼續支持獵人們的建議，並因此獲得採納。
就在銀艾沃特伯號出港展開行動後，一位叫做梅西•布魯布爾的女孤兒偷偷躲在貨物中趁機搭上船。由於小女孩的雙親曾是海獸獵人卻遭到海獸殺害，於是船長因此讓她加入。
之後銀艾沃特伯號終於遇上紅焰魔並展開大戰，但造成雅各和梅西因此離開船舶並到達一個無人島。梅西在這邊終於發現海獸遭到人類誤會的地方，但卻被雅各所否認。二人與紅焰魔一起努力要尋找回到スリー・ブリッジズ國的方法，但一方面以為雅各被紅焰魔殺死的克羅船長在痛失得力助手的憤怒以及哀痛下，決定要繼續追擊紅焰魔並對牠展開復仇。

## 配音員
雅各·霍蘭德（Jacob Holland）
配音：卡爾·厄本；宋克軍（台灣）
以海獸獵人的身分而出名，銀艾沃特伯號的船員。小時候遭到海獸襲擊而漂流於海上時，被克羅船長所救，之後成為他的得力助手兼接班人。將克羅船長當作父親般仰慕著。原本以擅長獵捕海獸而自豪，但透過梅西的引導以及紅焰魔的幫助下，逐漸改變了自己原來的想法。
克羅船長（Captain Crow）
配音：傑瑞德·哈里斯；林谷珍（台灣）
知名的海獸狩獵船銀艾沃特伯號的船長，對於雅各是宛如父親的存在。因為海獸紅焰魔而喪失一隻眼睛，所以一直致力於追捕牠。
梅西·布魯布爾（Maisie Brumble）
與雅各一起到達無人島的女孤兒。雙親都曾是海獸獵人，但都遭海獸殺害。在島上遇到海獸紅焰魔時，發現其善良的本質而因此成為好友，並為他取名為「小紅」。
配音： 薩里斯-安奇·哈托（Zaris-Angel Hator）
莎拉·夏普（Sarah Sharpe）
配音：瑪麗安·吉恩-巴普迪斯特；崔幗夫（台灣）
忠心於克羅船長的女黑人大副。
荷納戈上將（AdmiralHornagold）
配音：丹·史蒂文斯
皇室海獸狩獵船的司令，自視甚高，是雅各的競爭對手。
格溫·巴特比（Gwen Batterbie）
配音：凱茜·伯克
國王
配音：吉姆·卡特（Jim Carter）；陳幼文（台灣）
皇后
配音：朵恩·瑪奇恰（Doon Mackichan）
由於在克羅船長面前宣稱海獸獵人的時代已經結束，讓克羅船長因此下決心要獵捕到紅焰魔來證明他們的存在。最終被梅西當面揭發國王和皇后捏造海獸襲擊人類的歷史來發展帝國，而因此失去臣民的信任。

## 製作
2018年11月5日，Netflix宣布克里斯·威廉斯將編劇和執導一部名為《雅各與海獸》（Jacob and the Sea Beast）的動畫電影。2020年11月7日，片名正式改名《海獸獵人》（The Sea Beast）。2022年3月30日，釋出前導預告片以及公佈配音陣容，並宣佈將於2022年7月8日上線Netflix。
動畫製作由位於溫哥華的Sony Pictures Imageworks 製作。 
Mark Mancina為本作編曲。  Mancina另外與Neil Benjamin以及Lawrence O'Keefe一起創作叫做「克羅船長」的船夫號子。

## 發行
《海獸獵人》定於2022年7月8日上線Netflix。但在Netflix上線前，本作於2022年6月24日在一部分戲院上映。
本作單周的收看時間在Netflix中，創下了動畫電影最高6811萬小時的紀錄。

## 評價
電影評論網站爛番茄中，依據107人的評價而獲得94％的好評、平均評價為7.6/10。 網站中稱讚「與角色一樣，本作是將一部大膽的劇本加以動畫化的故事，並將觀眾一起帶往具有某種價值的航行」。Metacritic中，依據20人平均評分，在100分滿分中獲得74分、顯示是獲得好評的評價。

## 續集
2023年1月，導演威廉斯在《好萊塢報道》中宣布，他已與Netflix簽署協議將製作續集。

## 外部連結
- 在Netflix上觀看《海獸獵人》
- 互联网电影数据库（IMDb）上《海獸獵人》的资料（英文）